# Histoire philatélique et postale du Royaume-Uni

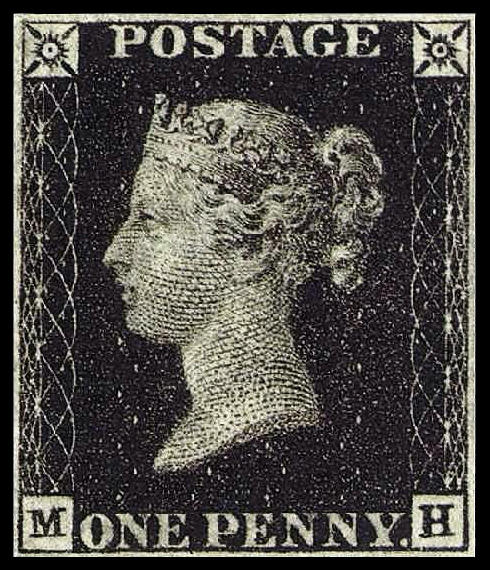
Le Penny Black est généralement reconnu comme le premier timbre postal de l'histoire.

L'histoire postale du Royaume-Uni est remarquable pour au moins deux raisons. D'abord parce que la Grande-Bretagne a émis le premier timbre de l'histoire postale en 1840. Ensuite car elle a également mis en œuvre un système postal au niveau mondial à travers l'Empire britannique. 

## Les débuts de l'histoire postale britannique
L'installation d'un service postal en Angleterre démarre au XIIe siècle avec le roi Henri Ier d'Angleterre qui décida de rémunérer des messagers pour porter les lettres du gouvernement.
En 1635, le roi Charles Ier permit à ses sujets d'utiliser son système postal afin de procurer des ressources financières au parlement.

## Le règne de la Reine Victoria
Victoria, reine de 1837 à 1901, est le premier sujet à apparaître sur un timbre-poste, le Penny Black émis en mai 1840, puisque c'est sous son règne qu'a lieu la Réforme postale dont le but est d'instituer le paiement de l'affranchissement par l'expéditeur.

### La réforme postale
Sous son règne, Rowland Hill fut l'inspirateur d'une Réforme postale en 1839 dont le timbre poste fut l'élément le plus visible.
L'effigie de la reine Victoria fut choisie pour la première émission du Penny Black. Ce principe fut systématiquement repris pendant son règne et étendu à l'Empire britannique.

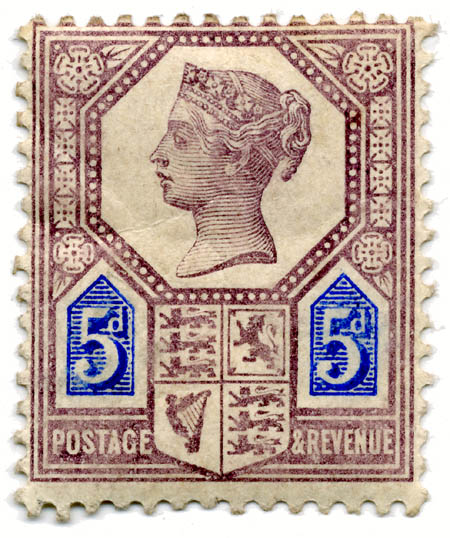
5d. "Jubilee" de 1887, un des premiers timbres britanniques à avoir été imprimé en deux couleurs

### La série du jubilé
La dernière grande série du règne de Victoria est connue sous le nom de « série du jubilé ». En effet, elle a été émise en 1887, année du Jubilé. En réalité, cette synchronisation n'avait probablement pas été recherchée et la série n'est pas considérée comme commémorative.
Cette série est composée de 12 valeurs comprises entre ½ penny et un shilling, la plupart ayant été imprimées en deux couleurs sur papier teinté.

## George V
Philatéliste, le roi George V enrichit sa collection de timbres-poste de l'ensemble des maquettes, essais et timbres-poste émis du Royaume-Uni et de l'Empire britannique. Devenue une référence par une politique d'acquisition et d'exposition tous azimuts menée par le roi, John Tilleard et Edward Bacon, la Collection philatélique royale est considérée comme une référence. Elle est incorporée à l'héritage royal par ses fils et successeurs.

## Édouard VIII

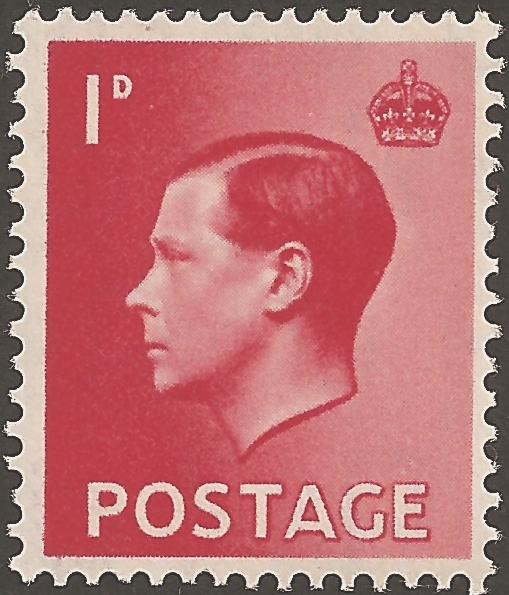
Un des quatre timbres de la série de 1936.

Le court règne d'Édouard VIII, de janvier à décembre 1936, permet l'émission d'une seule série de quatre timbres au Royaume-Uni, les colonies n'ayant pas eu le temps d'émettre leurs projets.
À partir d'une photographie du profil royal par le studio d'Hugh Cecil et, probablement, d'une mise en page inspirée de celle proposée par un particulier âgé de 18 ans, le timbre comprend pour seule décoration graphique une couronne dans le coin supérieur droit, la valeur faciale et l'indication « POSTAGE ».

## George VI

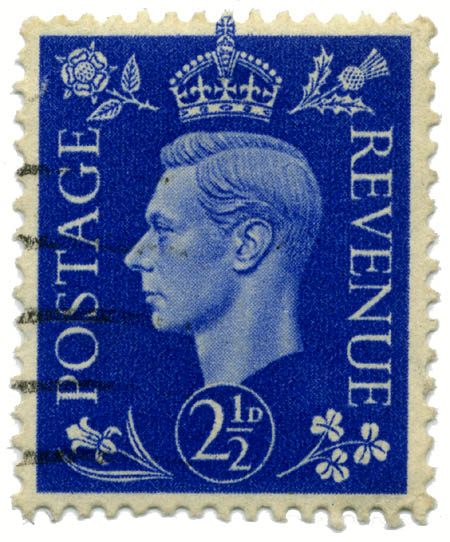
Timbre de 1937 : dessin de Eric Gill et effigie par Edmond Dulac.

L'aspect très dépouillé de la seule série édouardienne, après trois règnes aux effigies encadrées de nombreux ornements depuis le Penny Black, n'est pas repris pour les séries du règne de George VI. Malgré l'urgence provoquée par l'abdication d'Édouard VIII, le Post Office s'enquiert néanmoins de l'opinion du nouveau roi sur le graphisme des premiers timbres de son règne : après avoir étudié les projets non émis de la seconde série du couronnement, le roi souhaite une représentation moins sévère et plus décorée.
La première série des petites valeurs, émises à partir de mai 1937 par la fusion d'un ornement de Eric Gill et d'une effigie d'Edmond Dulac, conforte tout de même l'allègement graphique des timbres britanniques d'usage courant entamés sous Édouard VIII. En outre, l'effigie du profil gauche du roi proposée par Dulac est reprise sur chaque timbre commémoratif du règne
Les timbres commémoratifs, exceptionnels et peu nombreux avant la Seconde Guerre mondiale, deviennent réguliers après 1945.

## Époque contemporaine
Depuis 1981, le service postal est assuré par une société privée, la Royal Mail.

## Le rôle international de la poste britannique
- Histoire philatélique et postale de l'Empire britannique

## Les acteurs
Edward Stanley Gibbons a fondé la société Stanley Gibbons Ltd une des plus importantes sociétés mondiales d'édition philatélique.